# Бардуелва
Бардуелва (на букмол: Barduelva) е река, която тече през градовете Барду и Молселв. Тя извира от езерото Алтеватне в областта Барду, Тромс. Цялата река има дължина от около 70 км.